# Filip I (metropolita Moskwy)
Filip I (ros.: Филипп, zm. 5 kwietnia 1473 w Moskwie), metropolita Moskwy od 1464. 